# Juan González García
Juan González García (Badajoz, Extremadura, Monarquía Española, 1510 – Ciudad de México, Nueva España ,1 de enero de 1590) fue un sacerdote católico, intérprete de fray Juan de Zumárraga, traductor náhuatl-español, llamado el “Apóstol de los Indios” canónigo de Catedral de México, maestro y tercer rector de la Real y Pontificia Universidad de México de 1555 a 1557. Unos le atribuyen aunque otros dicen que sin evidencia contundente, de ser testigo ocular cuando Juan Diego presentó la tilma y apareció la impresión de la Virgen de Guadalupe en el manto. 

## En la Nueva España
González García, llegó a la Nueva España, entre 1527 o 28, y suponen algunos que se alojó a su llegada en casa de su hermano y conquistador y compañero de Hernán Cortés, Ruy González. Se inclinó a estudiar para sacerdote, estudió artes y teología; en 1531, recibió su tonsura, órdenes menores, y diaconado de parte del dominico y obispo de Tlaxcala y único en México, fray Julián Garcés. Estudió a lengua náhuatl y prestó los servicios espirituales cristianos a los indígenas de la región.
En 1534, recibió el orden sacerdotal de parte del obispo Juan de Zumárraga. Su primer misa fue entre los indígenas estando con ellos sin estipendio alguno predicándoles la fe cristiana, y en su idioma, en la comunidad de Ocuituco, en 1535.
En 1536 se le asignó la plaza de racionero en la Catedral. También fungió como intérprete en las diligencias del proceso inquisitorial episcopal contra el Cacique de Texcoco, don Carlos, realizado de junio 22 al 30 de noviembre de 1539; externó el auto de fe del reo en náhuatl, a los indios, de las culpas del cacique y la causa de su suplicio.
En 1540 Juan González estuvo como racionero en el cabildo de Catedral y posteriormente como canónigo, y luego como predicador y confesor de los indios que acudían a Catedral de México y también como juez y hacedor (encargado de administrar el diezmo) en 1548.
Examinó el texto de la “Doctrina Cristiana” traducido a la lengua mexicana por fray Alonso de Molina, por mandato del Obispo Zumárraga. En 1948, falleció el obispo Zumárraga y le heredó una mula “Dejó al padre Juan González, canónigo de la Iglesia de México. .. una mula que yo tengo, la cual es mi voluntad que se la den, por los cargos en que le soy".
El 22 de julio de 1555 se matriculó en la Real y Pontificia Universidad de México. Luego fue asignado conciliario de la misma –representante de los alumnos-. El 21 de noviembre de 1555 se “nombró y eligió como el tercer rector de estas Escuelas y Universidad de México al magnífico señor canónigo Juan González, por un año”. El sacerdote González repitió en el cargo un año más, fungiendo como rector hasta el 11 de noviembre de 1557, cuando fue sustituido por Rafael Soberanes.
En 1560 el virrey Luis de Velasco sacó a Juan González de la pobreza y lo llevó consigo a palacio donde estudiaba y ayudaba al virrey en negocio de indios y sólo salía a decir misa.  En 1564 renunció al canonicato, para irse a evangelizar a los indios de Xochimilco, y después a Huexotla, capital del reino de Texcoco. Construyó la Capilla de la Visitación para retirarse en la Ermita de Nuestra Señora de la Piedad donde vivió 24 años de vida penitente, realizando obras de caridad con los pobres de la zona socorriéndoles en sus necesidades. En 1574, repartió sus bienes, y se retiró y encerró como ermitaño en una estrecha habitación, y solo salía a confesar o visitar indígenas enfermos en las cercanías, evitando que lo visitaran sus amigos y conocidos, aunque se conocen excepciones, los que notaron siempre un alegre semblante, y mucho silencio. Se ocupó de la lectura, oración y contemplación. Se tienen noticias como ciertas, que por su intercesión fue convertida el agua salobre en agua dulce y clara del pozo situado en la parte sur del santuario.
En 1589 fue sacado de la ermita y llevado a vivir a la casa del inquisidor Alonso Fernández de Bonilla. El 31 de diciembre inició a oficiar misa en el oratorio, pero no pudo terminarla, por estar gravemente enfermo. Falleció a la primera hora de enero de 1590 dentro de un ambiente de fama de santidad, siendo enterrado el día 2, con toda solemnidad de un entierro arzobispal, en la capilla del Santo Cristo de la catedral de México, donde continúan sus restos, ya que fueron trasladados de la vieja catedral a la nueva en 1625. 

## Reconocimientos
Se le atribuye el escrito Inin Huey Tlamahuizoltin, uno de los documentos históricos aceptados por la Iglesia católica sobre la Virgen de Guadalupe. 

El Rey Felipe II, encargó al virrey Gastón Carrillo de Peralta y Bosquete, Marqués de Falces 
“Vos encargo y mando que el particular cuidado tengáis mucha cuenta de la persona del dicho Juan González y déis orden cómo no pase necesidad, sino que sea proveído de lo más necesario para su mantenimiento y vestuario y le déis el calor y favor que fuere menester para que prosiga y entienda en la doctrina de los dichos indios y se animen otros a imitarle y hacer lo mismo”.
Fray Jerónimo de Mendieta, historiador franciscano, lo considera como el mejor representante del clero en aquellos años de la Iglesia en México, dedicándole todo un capítulo en su libro “Historia Eclesiástica Indiana”.
El 24 de marzo de 1575, el tercer arzobispo de México, Pedro Moya de Contreras, elogia al canónigo retirado en su carta Relación al Rey Felipe II. También fray Alonso Franco escribe en 1645, el capítulo 31, del libro 1, sobre la vida y santidad de González. Lo mismo hacen otros escritores en 1649, 1687.
Un retrato del padre Juan González se realizó por Francisco Bravo en 1608 donde aparece e rodillas y manos orantes, junto al brocal cuadrado de una fuente y unos anteojos sobre un libro cerrado, cercano a sus rodillas. Este cuadro hace memoria del milagro del cambio del tipo e agua de salobre a potable. Este cuadro ha sido reproducido posteriormente. otros cuadros también fueron pintados.
Un libro fue escrito “Juan González el intérprete entre fray Juan de Zumárraga y el hoy beato Juan Diego”, elaborado por el Centro de Estudios Guadalupanos y Editorial Hombre, 1995.